# Pertti Purhonen
Pertti Purhonen (14 de junho de 1942 - 5 de fevereiro de 2011) foi um pugilista finlandês. Ele ganhou a medalha de bronze na categoria peso meio-médio nos Jogos Olímpicos de 1964, realizados em Tóquio.